# Maaike Polspoel
Maaike Polspoel (nascida em 28 de março de 1989) é uma ciclista de estrada belga.
Polspoel representou seu país, Bélgica, nos Jogos Olímpicos de Verão de 2012 na prova de estrada feminina (individual), terminando na vigésima nona posição.